# David Tennant
Pour les articles homonymes, voir Tennant.
David Tennant, est un acteur écossais, né David McDonald le 18 avril 1971 à Bathgate (Écosse).
Il est principalement célèbre pour avoir interprété le dixième et le quatorzième Docteur dans la série télévisée Doctor Who (2005-2010, 2013 et 2022-2023), le capitaine Alec Hardy dans Broadchurch (2013-2017), Kilgrave dans Jessica Jones (2015-2019), le démon Crowley pour la série Good Omens (2019-) et Phileas Fogg dans Le Tour du monde en quatre-vingts jours (2021-). Il a également joué son propre rôle dans la série Staged (2020-2022).
Parallèlement à la télévision, Tennant est apparu au cinéma, notamment en interprétant Barty Croupton Jr. dans Harry Potter et la Coupe de feu (2005), et au théâtre où sa performance dans Hamlet lui a valu plusieurs récompenses en 2008.
Entre 2017 et 2021, il a prêté sa voix à Balthazar Picsou dans le reboot de la série d'animation La Bande à Picsou. Après lui avoir prêté sa voix en 2012 dans Star Wars: The Clone Wars, il reprend son rôle du Professeur Huyang en 2023 dans la série Ahsoka.

## Biographie

### Jeunesse
David John McDonald naît à Bathgate en 1971. Il est le dernier enfant d'Essdale Helen et d'Alexander McDonald (en) (1937-2016), pasteur de l'Église d'Écosse. Il grandit à Ralston (Renfrewshire) et a un frère, Blair, et une sœur, Karen,.
Fan de la série britannique Doctor Who, il annonce à ses parents son désir de devenir acteur dès l'âge de trois ans. Il fait ses études à l'école primaire de Ralston puis à la Paisley Grammar School. C'est durant cette époque qu'il écrit un essai, tenant à témoigner de sa fascination pour la série Doctor Who, exprimant ainsi son désir d'incarner un jour le fameux Docteur.

### Débuts professionnels
Il entre sur audition à la Royal Scottish Academy of Music and Drama de Glasgow à seize ans, devenant ainsi l'un des plus jeunes acteurs à y être inscrit. La même année, il joue dans un film anti-tabac produit par le Conseil de la santé de Glasgow et diffusé à la télévision et dans les écoles. L'année suivante, il joue dans un épisode de Dramarama. Il décroche à 20 ans l'équivalent du baccalauréat.
Le nom de David McDonald étant déjà pris par un autre comédien, il commence à se produire sous le pseudonyme de David Tennant, en référence à Neil Tennant, le chanteur principal des Pet Shop Boys.
Il apparaît dans plusieurs pièces à partir des années 1990, dont Tartuffe ou The Resistible Rise of Arturo Ui, avant de faire ses débuts en 1996 à la Royal Shakespeare Company dans As You Like It. Il en devient sociétaire et l'un des principaux comédiens, jouant entre autres Hamlet et Roméo.

### Doctor Who
Après l'annonce du départ de Christopher Eccleston le 30 mars 2005, la BBC engage Tennant pour incarner le Docteur lors de la seconde saison de Doctor Who.
Il fait sa première brève apparition dans l'épisode À la croisée des chemins (The Parting of the Ways) lors de la régénération du Docteur ; il apparaît également dans le mini-épisode spécial de 7 minutes Born Again, diffusé le 18 novembre 2005 à l'occasion du téléthon britannique Children in Need.
Il interprète le Docteur durant les trois saisons suivantes ainsi que pour deux épisodes de The Sarah Jane Adventures. Il continue d'incarner le personnage au cours des quatre épisodes spéciaux programmés en 2009 et 2010, avant d'être remplacé par le jeune acteur Matt Smith.
Il a également doublé le dixième Docteur dans trois épisodes animés : The Infinite Quest (2007), Dreamland (2009) et The Secret of Novice Hame (2020).
Il reprend le rôle du dixième Docteur dans l'épisode « Spécial 50 ans » de la série, Le Jour du Docteur, diffusé sur BBC One, France 4 et Ztélé le 23 novembre 2013.
Le 15 mai 2022, la BBC annonce le retour de David Tennant dans son rôle du Docteur, accompagné de Catherine Tate dans le rôle de Donna, pour les célébrations des 60 ans de la série en 2023. Il succède à Jodie Whittaker et fait sa première apparition dans l'épisode Le Pouvoir du Docteur en tant que quatorzième Docteur, diffusée le 23 octobre 2022. Il reprend aussi son rôle lors de trois mini-épisodes, l'un diffusé à occasion du Red Nose Day 2023 (Comic Relief), Lenny Henry Regenerates into David Tennant ; le deuxième à l'occasion du Children in Need, Destination: Skaro ; et le troisième, Doctor Who: The Bedtime Story, à l'occasion de l'émission CBeebies Bedtime Stories. 
Par la suite, il interprète le Docteur durant trois épisodes spéciaux diffusés entre novembre et décembre 2023 avant de passer le relais à Ncuti Gatwa.  

### L'après-Doctor Who
En 2011, il joue Peter Vincent dans Fright Night au cinéma et Beaucoup de bruit pour rien au Wyndhams Theatre aux côtés de Catherine Tate. En septembre 2012, David Tennant est nommé au conseil d'administration de la Royal Shakespeare Company.
En avril 2012, il joue le rôle principal dans le téléfilm The Minor Character pour Sky Arts. En 2013, il apparaît dans la mini-série en trois parties The Politician's Husband pour BBC Two, dans le rôle d'Aiden Hoynes, un ministre ambitieux qui prend des mesures drastiques. La même année, il partage l'affiche avec Olivia Colman dans la série d'ITV, Broadchurch. En octobre 2013, il reprend son rôle dans l'adaptation de la Fox, Gracepoint diffusée en automne 2014. En 2015, il rejoue dans la série d'ITV, Broadchurch pour une saison 2 et incarne Killgrave, l'antagoniste de la série Jessica Jones.
Au théâtre, il joue d'octobre 2013 à janvier 2014 dans Richard II de Shakespeare au Royal Shakespeare Theatre de Stratford-upon-Avon, puis au Barbican Theatre de Londres. Il reprendra son rôle en janvier 2016.
En 2019, il tient l'un des rôles principaux de la mini-série Good Omens, diffusée sur Amazon Prime. Il incarne le démon Crowley, qui tente d'empêcher la fin du monde aux côtés de son ami, l'ange Aziraphale. La série est finalement renouvelée en 2021 pour une saison 2 prévue pour 2023.
Douze ans après lui avoir prêté sa voix dans la série d'animation Star Wars: The Clone Wars, l'acteur est annoncé reprendre le rôle du droïde Huyang dans la série en prise de vues réelles Ahsoka qui débute en août 2023.
Il anime la cérémonie des BAFTA en 2024 et 2025.

### Vie personnelle
David Tennant ne parle pas de sa vie personnelle, en particulier de ses relations, dans les interviews. De 2005 à 2007, il a été en couple avec Sophia Myles. En 2011, des tabloïds ont rapporté ses fiançailles avec Georgia Moffett, rencontrée sur le tournage de Doctor Who (épisode La Fille du Docteur) et dont le père, Peter Davison, est un ancien interprète du rôle principal de la série.
Le couple a cinq enfants, Ty Tennant (en), né en 2002 et adopté officiellement par David Tennant en 2011, Olive Tennant née en 2011, Wilfred Tennant né en 2013, Doris Tennant née en 2015, ainsi que Birdie Tennant, née en 2019. Le mariage est célébré en 2011.
L'acteur a annoncé avoir officiellement changé son nom en Tennant, afin de pouvoir être enregistré au Screen Actors Guild.
En 2010, il a déclaré son soutien au Premier ministre britannique Gordon Brown, prêtant sa voix à un spot électoral du Parti travailliste. En 2012, il introduit le dirigeant travailliste Ed Miliband à la Conférence du Parti.

## Popularité
En décembre 2005, le journal The Stage liste Tennant à la sixième place de son Top Ten des artistes les plus influents de l'année à la télévision britannique, en citant ses rôles dans Blackpool, Casanova, Secret Smile et Doctor Who. En 2012-2013, plusieurs sondages non officiels le désignent « Meilleur Docteur » de tous les temps,. En 2008, il est considéré comme l'une des personnalités britanniques « les plus influentes » et est cité comme l'un des vingt-cinq hommes les plus sexy.
La popularité de Tennant a conduit à des usurpations sur divers réseaux sociaux, ce qui a incité la BBC à publier un communiqué précisant que Tennant n'utilisait aucun de ces sites et que tout compte ou message sous son nom était faux. L'une de ces parodies, @THEDavidTennant, sert maintenant à collecter des fonds pour Comic Relief.
Le 15 juin 2011, Christopher Bowes, chanteur et claviériste du groupe de Pirate Metal Alestorm, lui rend hommage dans la chanson David Tennant's Hands.
Tennant a été élu troisième homme le mieux habillé en Grande-Bretagne selon les lecteurs de GQ en 2013.

## Théâtre
- 1989 : The Ghost of Benjy O'Neil
- 1991 : The Resistible Rise of Arturo Ui
- 1992 : Tartuffe : Valere
- 1992 : Jump the Life to Come
- 1992 : Scotland Matters
- 1992 : Hay Fever, Edinburgh Royal Lyceum : Simon
- 1993 : The Princess and the Goblin : Curdie
- 1993 : Antigone[28]
- 1994 : Slab Boys Trilogy, Young Vic : Alan
- 1995 : What the Butler Saw, Royal National Theatre : Nick
- 1996 : Vassa — Scenes from Family Life, Albery Theatre : Pavel
- 1996 : As You Like It, Royal Shakespeare Company : Touchstone
- 1996 : The General from America, Royal Shakespeare Company : Hamilton
- 1996 : The Herbal Bed, Royal Shakespeare Company : Jack Lane
- 1997 : Hurly Burly Mickey
- 1997 : Black Comedy : Brinsley Miller
- 1998 : The Real Inspector Hound : Moon
- 1999 : Edward III
- 1999 : An Experienced Woman Gives Advice : Kenny
- 1999 : King Lear : Edgar
- 2000 : Comedy of Errors, Royal Shakespeare Company : Antipholus of Syracuse
- 2000 : The Rivals, Royal Shakespeare Company : Jack
- 2000 : Romeo and Juliet, Royal Shakespeare Company : Romeo
- 2001 : Comedians :
- 2002 : The Lobby Hero, Donmar Warehouse : Jeff
- 2002 : Push-Up, Royal Court Jerwood Theatre : Robert
- 2002 : The Glass Menagerie : Tom
- 2002 : Long Day's Journey Into Night : Edmund
- 2002 : Who's Afraid of Virginia Woolf? : Nick
- 2002 : Merlin, Edinburgh Royal Lyceum : Arthur
- 2003 : The Pillowman, Royal National Theatre : Katurian
- 2003 : Twelve Angry Men :
- 2005 : Look Back in Anger , Edinburgh Royal Lyceum: Jimmy Porter
- 2008 : Hamlet, Royal Shakespeare Company : Hamlet
- 2008 : Love's Labour's Lost, Royal Shakespeare Company : Berowne
- 2010 : Celebrity Autobiography[29]
- 2011 : Much Ado About Nothing : Benedick[30]
- 2013 et 2016 : Richard II, Royal Shakespeare Company : Richard II[31]
- 2017 : Don Juan in Soho, Wyndham's Theatre : Don Juan
- 2021 : Good, Harold Pinter Theatre : John Halder

## Filmographie
Filmographie complète de David Tennant 

### Cinéma

#### Longs métrages
- 1996 : Jude : l'étudiant ivre
- 1997 : Bite : Alastair Galbraith
- 1998 : I Love L.A. : Richard
- 1999 : Last September : capitaine Gerald Colthurst
- 2002 : Nine 1/2 Minutes : Charlie
- 2003 : Bright Young Things de Stephen Fry : Ginger Littlejohn
- 2004 : Traffic Warden (court métrage) : le policier
- 2005 : Sweetnight Goodheart (court métrage) : Peter
- 2005 : Harry Potter et la Coupe de feu de Mike Newell : Bartemius Croupton Junior
- 2009 : St. Trinian's 2 : The Legend of Fritton's Gold : Lord Piers Pomfrey
- 2010 : 1939 : Hector
- 2011 : United : Jimmy Murphy
- 2011 : The Decoy Bride : James Aubrey
- 2011 : Fright Night de Craig Gillespie : Peter Vincent
- 2012 : Nativity 2 (en) : M. Peterson
- 2013 : The Five(ish) Doctors Reboot  de Peter Davison : lui-même
- 2014 : Ce week-end-là... (What We Did On Our Holiday) d'Andy Hamilton et Guy Jenkin : Doug
- 2017 : Mad to Be Normal de Robert Mullan : Ronald D. Laing
- 2018 : Marie Stuart, reine d'Écosse (Mary Queen of Scots) de Josie Rourke : John Knox
- 2018 : You, Me and Him de Daisy Aitkens : John
- 2018 : Bad Samaritan de Dean Devlin : Cale Erendreich
- 2025 : The Thursday Murder Club de Chris Columbus

#### Films d'animation
- 2010 : Dragons (How to Train Your Dragon) de Dean DeBlois et Chris Sanders : Spitelout
- 2012 : Les Pirates ! Bons à rien, mauvais en tout (The Pirates! In an Adventure with Scientists) de Peter Lord et Jeff Newitt : Charles Darwin
- 2013 : Postman Pat: The Movie de Mike Disa : Wilf
- 2017 : Ferdinand de Carlos Saldanha : Angus
- 2019 : Dragons 3 : Le Monde caché (How to Train Your Dragon: The Hidden World) de Dean DeBlois : Spitelout / Ivar the Witless
- 2022 : Tic et Tac, les rangers du risque (Chip 'n Dale: Rescue Rangers) d'Akiva Schaffer : Balthazar Picsou
- 2022 : Maurice le chat fabuleux (The Amazing Maurice) de Toby Genkel : Pistou

### Télévision

#### Téléfilms
- 1993 : The Brown Man : le ventriloque
- 2004 : The Deputy : Christopher Williams
- 2005 : The Quatermass Experiment : Dr Gordon Briscoe
- 2005 : Secret Smile : Brendan Block
- 2006 : The Chatterley Affair : Richard Hoggart
- 2007 : Recovery : Alan Hamilton
- 2007 : Learners : Chris
- 2008 : Einstein et Eddington (en 2 parties) : Arthur Eddington
- 2009 : Hamlet : Hamlet
- 2018 : Doctor Who : Video message for Gary Russell : le Docteur (court-métrage)
- 2020 : Doctor Who : The Secret of Novice Hame : le Docteur (court-métrage animé)
- 2020 : Good Omens : Lockdown : Crowley (voix - court-métrage)

#### Séries télévisées
- 1988 : Dramarama : Neil McDonald / le fantôme (saison 6, épisode 3)
- 1992 : Strathblair : Archie (1 épisode)
- 1992 : Bunch of Five : un policier (1 épisode)
- 1993 : Rab C. Nesbitt : Davina (1 épisode)
- 1994 : Takin' Over the Asylum : Campbell Bain (6 épisodes)
- 1995 : The Tales of Para Handy : John MacBryde (1 épisode)
- 1995 : The Bill : Steven Clemens (1 épisode)
- 1996 : A Mug's Game : Gavin
- 1997 : Holding the Baby : un infirmier (1 épisode)
- 1998 : Duck Patrol : Simon « Darwin » Brown (7 épisodes)
- 1999 : Petites histoires entre amants : John (1 épisode)
- 2000 : The Mrs. Bradley Mysteries : Max Valentine (1 épisode)
- 2000 : Randall and Hopkirk : Gordon Stylus (1 épisode)
- 2001 : People Like Us : Rob Harker (1 épisode)
- 2001 : High Stakes : Gaz Whitney (1 épisode)
- 2002 : Foyle's War : Theo Howard (1 épisode)
- 2003 : Trust : Gavin MacEwan (1 épisode)
- 2003 : Posh Nosh : Piers / Jose-Luis (2 épisodes)
- 2003 : Spine Chillers : Dr Krull (1 épisode)
- 2003 : Terri McIntyre : Greig Miller (6 épisodes)
- 2004 : He Knew He Was Right : le révérend Gibson (4 épisodes)
- 2004 : Blackpool : D.I. Peter Carlisle (6 épisodes)
- 2005 : Casanova : Giacomo Casanova (3 épisodes)
- 2005 - 2010, 2013, 2022 et 2023 : Doctor Who : le Dixième Docteur, le Quatorzième Docteur (53 épisodes, 9 mini-épisodes et 1 épisode interactif - saison 1 à 4, saison 7, épisode spécial du Centenaire de la BBC et épisodes spéciaux 60 ans de la série)
- 2006 : The Romantics : Jean-Jacques Rousseau (1 épisode)
- 2007 : Dead Ringers : Regenerated Tony Blaire / le Docteur (1 épisode)
- 2007 : Extras : lui-même / le Docteur (1 épisode)
- 2007 : The Catherine Tate Show : M. Logan / le Docteur (1 épisode)
- 2007 : Doctor Who : The Infinite Quest : le Docteur (13 épisodes)
- 2009 : The Sarah Jane Adventures : le Docteur (2 épisodes)
- 2009 : Doctor Who : Dreamland : le Docteur (6 épisodes)
- 2009 : The Catherine Tate Show : le fantôme des Noëls présents (1 épisode)
- 2010 : Rex Is Not Your Lawyer : Rex Alexander (1 épisode)
- 2010 : Single Father : Dave Tiler (4 épisodes)
- 2011 : This Is Jinsy : M. Slightlyman (1 épisode)
- 2011 – 2012 : Twenty Twelve : le narrateur
- 2012 : Playhouse Presents : Will (1 épisode)
- 2012 : True Love (en) : Nick (1 épisode)
- 2012 – 2017 et 2024 : W1A : le narrateur (15 épisodes)
- 2013 : Espions de Varsovie (Spies of Warsaw) : Jean-François Mercier de Boutillon
- 2013 – 2017 : Broadchurch : DI Alec Hardy (24 épisodes)
- 2013 : Le Mari de la ministre (The Policitian's Husband) (mini-série, 3 épisodes): Aiden Hoynes
- 2013 : Perfect crime (The Escape Artist) : Will Burton (3 épisodes)
- 2014 : Gracepoint : détective Emmett Carver (10 épisodes)
- 2015 - 2019 : Jessica Jones : Kilgrave[32] (13 épisodes)
- 2018 - 2020 et 2023 : There She Goes : Simon Yates  (11 épisodes)
- 2018 : Camping : Walter Jodell (8 épisodes)
- depuis 2019 : Good Omens : Crowley (12 épisodes - en cours)
- 2019 : Criminal : UK : Dr. Edgar Fallon (1 épisode)
- 2020 : Le Mystère Kendrick (Deadwater Fell) : Tom Kendrick (4 épisodes)
- 2020 : Des : Dennis Nilsen (3 épisodes)
- 2020 - 2022 : Staged : David Tennant (22 épisodes)
- 2021 : Le Tour du monde en quatre-vingts jours : Phileas Fogg (8 épisodes)
- 2022 : Meet the Richardsons : David Tennant (2 épisodes)
- 2022 : Sandman : Don (voix, saison, 1 épisode 11)
- 2022 : Inside Man : Harry (4 épisodes)
- 2022 : Litvinenko : Alexander Litvinenko (4 épisodes)
- 2023 : Ahsoka : le droïde Huyang (voix, 8 épisodes)
- 2024 : Rivals : Lord Tony Baddingham

#### Séries d'animation
- 2012 : Star Wars: The Clone Wars : le droïde Huyang (3 épisodes)
- 2012 : Tree Fu Tom : (14 épisodes)
- 2013 : Dragons : Cavaliers de Beurk : Spitelout / Spitelout Jorgenson (2 épisodes)
- 2015 : Les Tortues Ninja : Fugitoïde (saison 4)
- 2016 : Les Griffin (Family Guy) : le Docteur (saison 15 épisode 4)
- 2017-2021 : La Bande à Picsou (DuckTales) : Balthazar Picsou (60 épisodes)
- 2018-2021 : Final Space : Lord Commandant (21 épisodes)
- 2018 - 2021 : Gen:Lock : Dr. Rufus Weller (16 épisodes)
- 2022 : La Légende de Vox Machina (The Legend of Vox Machina) : General Krieg (2 épisodes)
- 2023 : Clone High : David Tennant (saison 2 épisode 6)
- 2023 : Les Simpson : Pa MacWeldon (saison 35 épisode 8)
- 2024 : Moon Girl et Devil le Dinosaure : Franklin (saison 2 épisode 10)
- 2024 : Ark: The Animated Series (en) : Sir Edmund Rockwell (3 épisodes)
- 2024 : Star Wars : Les Aventures des petits Jedi : Huyang (saison 2 épisode 4)
- 2025 : Chibiverse : Balthazar Picsou (saison 3 épisode 1)

### Jeu vidéo
- 2015 : Just Cause 3 : Lui-même (présumé)
- 2017 : Call of Duty: WWII : Drostan Hynd
- 2021 : The Edge Of Reality : le 10e Docteur (Doctor Who), interprété par lui-même dans la série
- 2021 : Ark: Survival Evolved : Sir Edmund Rockwell dans le DLC de ARK: Survival Evolved "Genesis Part 2"

## Distinctions

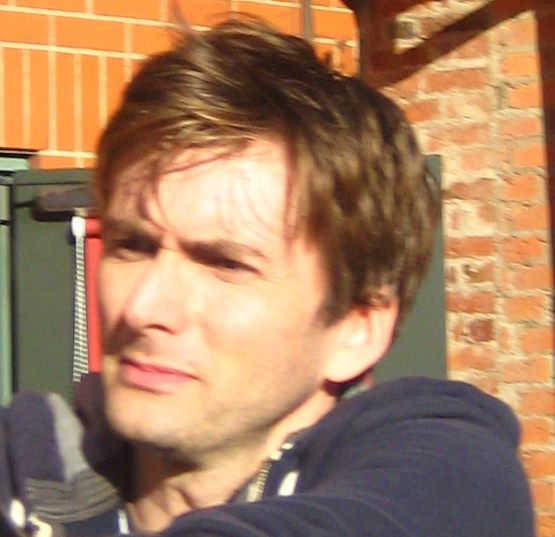
Tennant à Stratford-upon-Avon

## Voix francophones
Pour les versions françaises, Stéphane Ronchewski est la voix la plus régulière de David Tennant, qu'il double notamment dans Harry Potter et la Coupe de feu, dans les séries Broadchurch, Gracepoint, Good Omens ou encore Le Tour du monde en quatre-vingts jours.
En parallèle, Sébastien Desjours l'a doublé à plusieurs reprises, notamment dans la série Marvel Jessica Jones, quelques années après Dramarama et plus récemment dans Camping, Inside Man et la série Rivals. De son côté, Alexandre Gillet l'a aussi doublé à deux occasions, en 2005, dans les mini-séries Casanova et Sourire en coin.
À titre exceptionnel, Patrick Mancini le double dans I Love L.A., David Manet dans la série Doctor Who, Guillaume Lebon dans Fright Night, Loïc Houdré dans le téléfilm Sacré Noël : Drôle de chorale mais aussi Mathieu Buscatto dans Espions de Varsovie et Sacha Petronijevic dans Litvinenko.
En version québécoise, Patrice Dubois double l’acteur à plusieurs reprises : dans Harry Potter et la Coupe de feu et dans Vampire, vous avez dit vampire ?.
Versions françaises
- Stéphane Ronchewski : Harry Potter et la Coupe de feu[33], série Broadchurch[33], etc.
- Sébastien Desjours : Dramarama, Jessica Jones, Camping, Inside Man[33], Rivals

Versions québécoises
- Patrice Dubois : Vampire, vous avez dit vampire ?[34], Harry Potter et la Coupe de feu[34].